# Teatro Hager Fikir
El Teatro Hager Fikir se localiza en Adís Abeba,  no sólo es el teatro de mayor tradición en Etiopía, también es el teatro nativo más antiguo en África. Se encuentra desde hace más de 70 años impulsando la vida cultural en Adís Abeba. Se trata de un escenario donde nació la música moderna y el drama Etíope. Muchas estrellas como Aster Aweke, Gessesse Tilahun y Hailu Frew comenzaron su carrera en el escenario del Teatro Fikir Hager. Tanto las obras tradicionales Etíopes y traducciones de autores teatrales Europeos se han realizado en el teatro en las últimas décadas.